# عجينة منتفخة
في الخَبْز، العجينة المنتفخة أو العجينة المورقة، وتدعى يضًا باف بيستري (بالفرنسية: pâte feuilletée، بالإنجليزية puff pastry) (نقحرة: الباف باستري أو البف باستري أو عجين بوف) هي معجّنة خفيفة، رقائقية، مخمرة تحتوى على طبقات من الدهن وهو في حالةً صلبة بدرجة حرارة 20 س° (68 ف°). في شكل خام، العجينة المنتفخة تتكون من عنصرين: «حزمة العجين»، الديتخومب و«علبة الزبدة» أو غيرها من الدهون الصلبة، البوغاج. في العجينة المنتفخة التقليدية، المغلف يتشكل بوضع البوغاج داخل الديتخومب. في العجينة «المنتفخة عكسيًا»، المغلف يتشكل بوضع الديتخومب داخل البوغاج. يترتب على ذلك باتون تكون مطوية مرارًا وملفوفة للخارج.
الفجوات التي بين الطبقات تنتج بواسطة الدهن الذائب يقوم بالدفع (مخمر) بواسطة الماء يتحول لبخار أثناء عملية الخَبز. ثقب العجين سيمنع النفخ الزائد، والعقص على طول الجانبين سيمنع الطبقات من التساقط من كل الطرق على الحواف.

## تاريخ

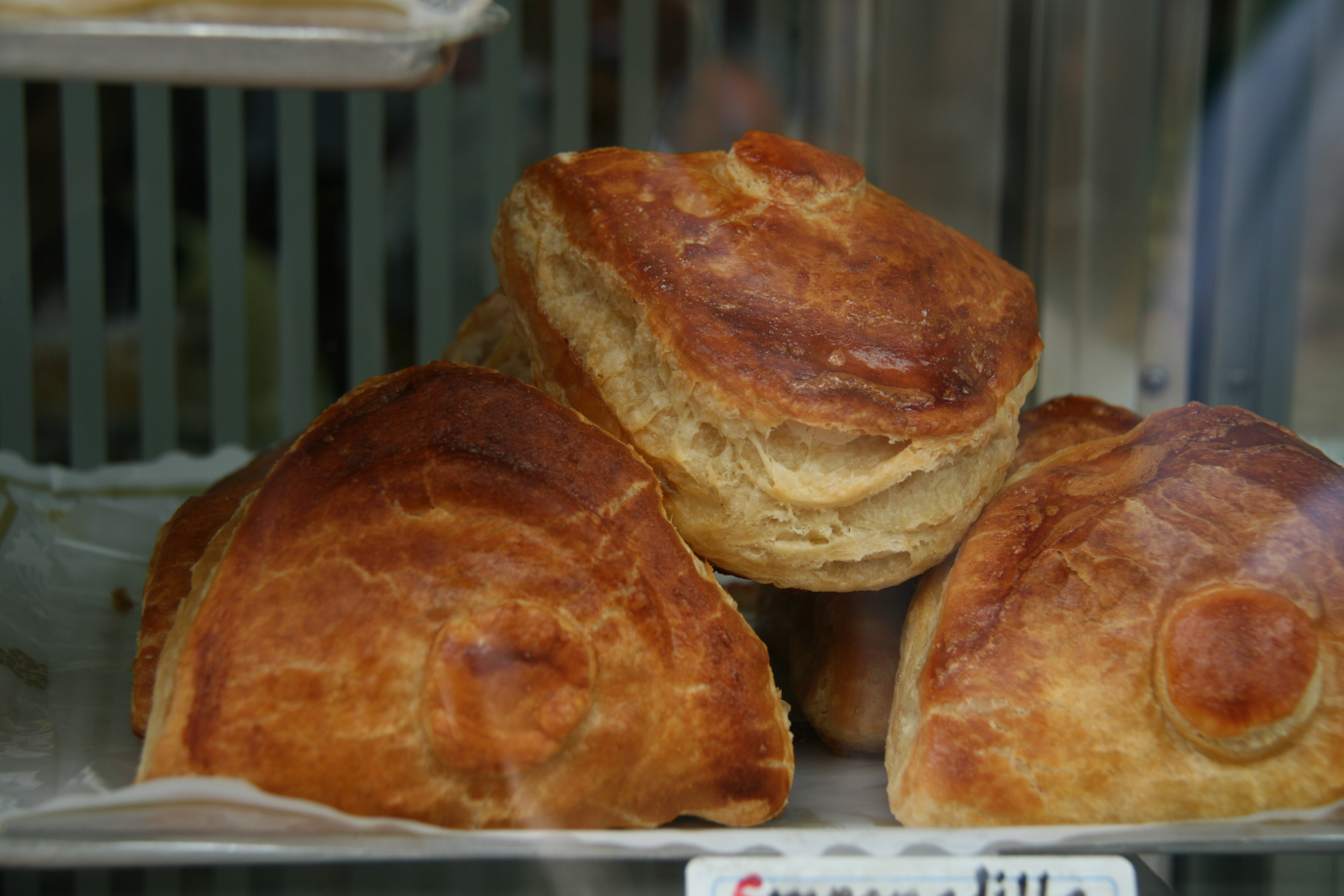
معجنة إسبانية في مدريد

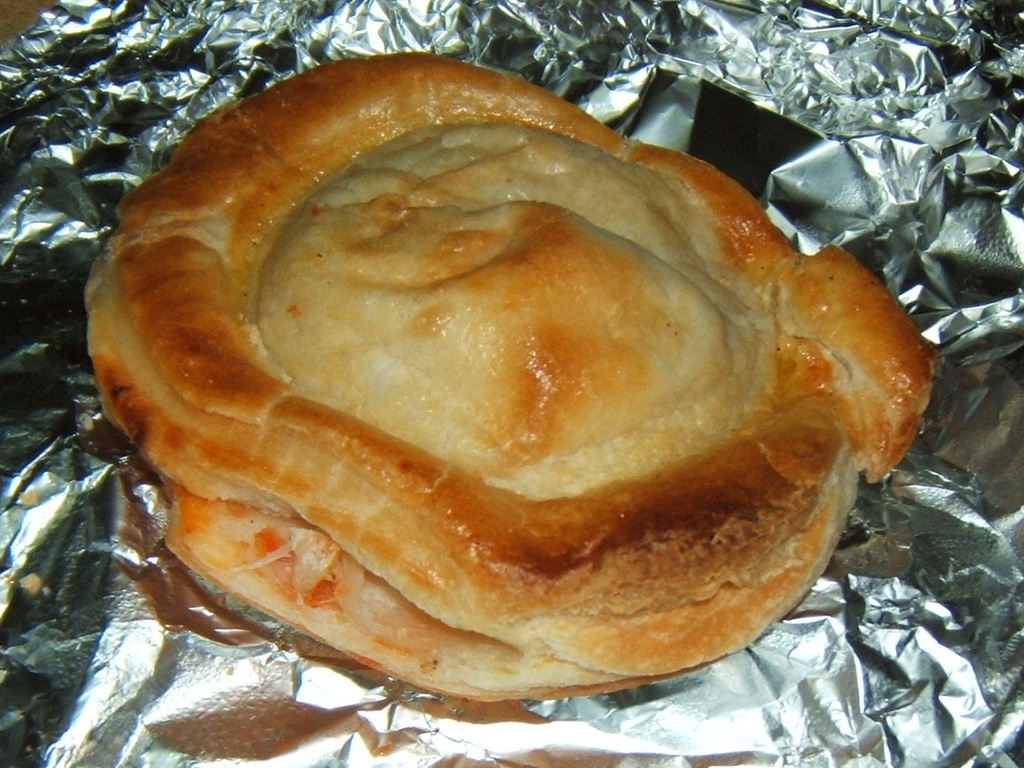
روستيكو ليتشي. عجينة منتفخة محشوة بالموتزاريلا، البيشاميل، الطماطم، الفلفل الأسود وجوزة الطيب

العجينة المنتفخة تبدو قريبةً من رقائق العجين الشرق أوسطية، واستخدامها مشابه لاسلوب إعداد المعجنات الطبقية. في حين أرجع تقليد للرسام والطاهي الفرنسي كلود لورين الذي عاش في القرن السابع عشر (تذهب القصة لأن كلود كان يعد نوع من خبز شديد الزبدية لأبيه المريض، وعملية لف الزبدة إلى عجينة الخبز خلقت منتج شبيه بالكرواسون بالنهاية)، تظهر المراجع قبل القرن السابع عشر، مما يدل على أن تاريخ أن العجينة جاءت في الأصل خلال مسلمي إسبانيا وتم تحويلها من صفائح رقيقة من العجين المدهون بزيت الزيتون إلى عجينة مصفحة مع طبقات من الزبد، ربما في إيطاليا أو ألمانيا.

## الإنتاج

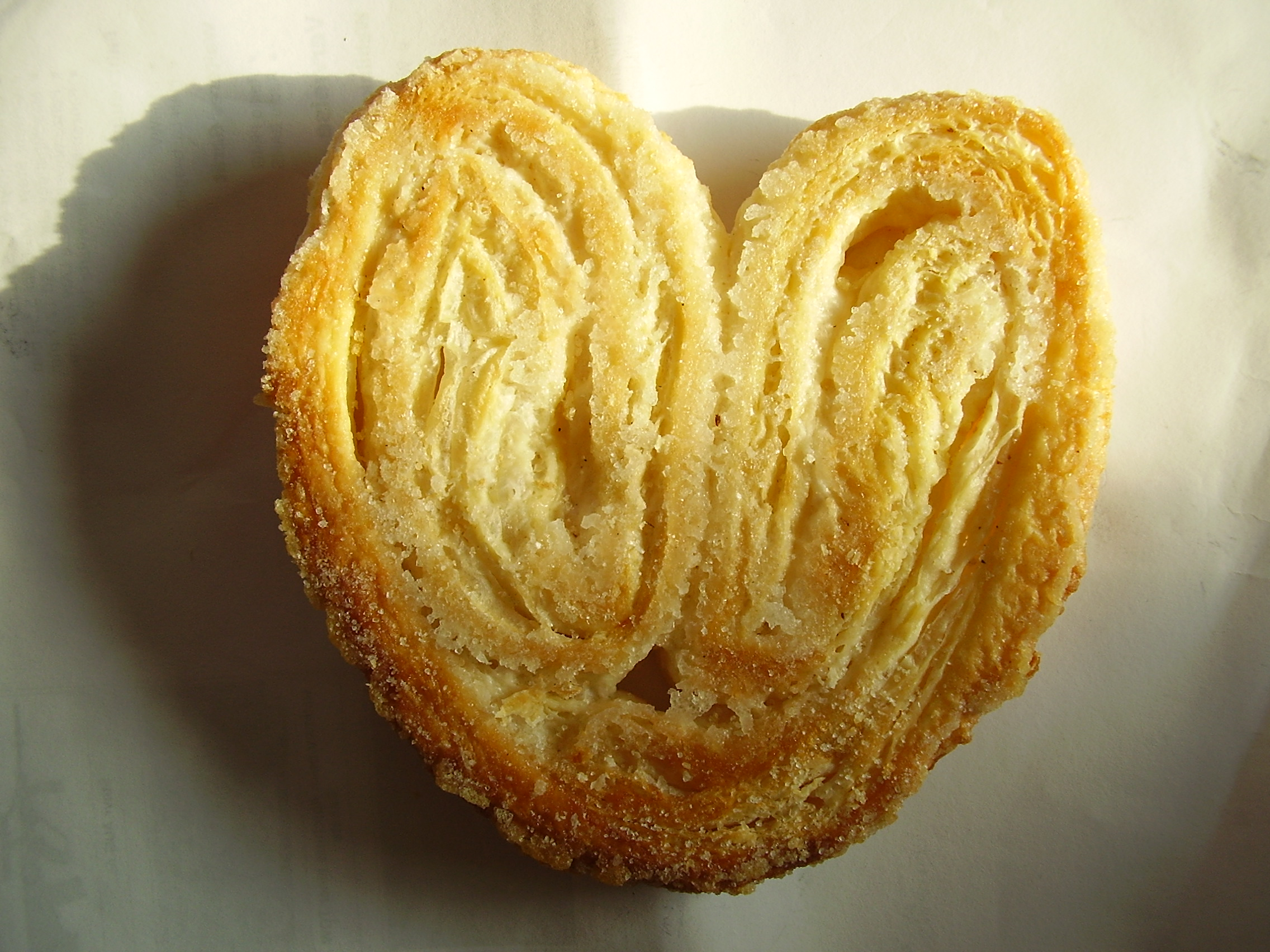
تصميم حلوى بالميي، أو «حلوى المقص أو القلب»

إنتاج العجينة المنتفخة يمكن أن يكون مضيعةً للوقت، كونها ينبغي أن توضع في درجة حرارة 16 س° (60 ف°) للحفاظ على الزبدة من أن تكون سائلة، وينبغي أن ترتاح بين كل عملية طي للسماح للغلوتين بترك وقت ليرتبط وبالتالي الإبقاء على الطبقات.
يُحسب عدد الطبقات في العجينة المنتفخة من معادلة:
حيث {\displaystyle l} هي عدد الطبقات النهائية، {\displaystyle f} عدد الطيّات، و{\displaystyle n} عدد المرات التي تم فيها طي عجينة الخَبْز. على سبيل المثال تم الطوي مرتين (أي: في ثلاثة) لأربع مرات تعطي {\displaystyle (2+1)^{4}=81} طبقة. الطاهية جوليا تشايلد توصي بـ73 طبقة للعجينة المنتفخة العاديّة و729 (أي: 36) طبقة لأجل عجينة منتفخة جميلة.
العجينة المنتفخة التجارية الجاهزة متوافرة في محال القالة. الأنواع الشائعة من الدهون المستخدمة تضم الزبدة، السمن نباتي، وشحم الخنزير. الزبدة هي أكثر الأنواع الشائعة الاستخدام كونها تقدم طعم أغنى ومذاق فاخر.
العجينة المنتفخة ليست كرقائق العجين، على الرغم من أن المعجنات المنتفخة يمكن أن تكون بديلاً عن رقائق العجين بنفس التطبيقات. عجينة رقائق العجين تصنع من الدقيق، الماء، ودهن ويتم تمديدها بدلاً من طيها. عادةً عند استخدام رقائق العجين، كمية صغيرة من الزيت أو الدهن الذائب (عادةً الزبدة)  يدهن على طبقة واحدة من رقائق العجين وتوضع فوق طبقة أخرى. يمكن لهذه العملية أن تعاد عدة مرات حسب المطلوب. عند خبزها، تصبح مقرمشة لكن، كونها تحتوي على كمية مياه قليلة بعض الشيء، لا تتوسع لنفس درجة العجينة المنتفخة.

## المتغيرات
العجينة المنتفخة يمكن أيضًا أن يُخَمّر مع خميرة الخباز لإعداد الكرواسون أوالمعجنات الدنماركية ‏ أو الميلفاي الإسباني/البرتغالي وإيمبانانا، على الرغم من هذا العجينة ليست معروفة عالميًا باسم باف بيستري.